# Merry-la-Vallée
Merry-la-Vallée és un municipi francès, situat al departament del Yonne i a la regió de Borgonya - Franc Comtat. L'any 2007 tenia 418 habitants.

## Demografia

### Població
El 2007 la població de fet de Merry-la-Vallée era de 418 persones. Hi havia 184 famílies, de les quals 56 eren unipersonals (32 homes vivint sols i 24 dones vivint soles), 72 parelles sense fills i 56 parelles amb fills.
La població ha evolucionat segons el següent gràfic:
Habitants censats

### Habitatges
El 2007 hi havia 257 habitatges, 183 eren l'habitatge principal de la família, 63 eren segones residències i 10 estaven desocupats. 250 eren cases i 3 eren apartaments. Dels 183 habitatges principals, 170 estaven ocupats pels seus propietaris, 9 estaven llogats i ocupats pels llogaters i 4 estaven cedits a títol gratuït; 1 tenia una cambra, 14 en tenien dues, 35 en tenien tres, 51 en tenien quatre i 81 en tenien cinc o més. 126 habitatges disposaven pel capbaix d'una plaça de pàrquing. A 77 habitatges hi havia un automòbil i a 84 n'hi havia dos o més.

### Piràmide de població
La piràmide de població per edats i sexe el 2009 era:
| Homes | Edats   | Dones |
| ----- | ------- | ----- |
| 0     | 95 o +  | 0     |
| 4     | 90 a 94 | 0     |
| 0     | 85 a 89 | 0     |
| 4     | 80 a 84 | 12    |
| 12    | 75 a 79 | 8     |
| 12    | 70 a 74 | 12    |
| 20    | 65 a 69 | 28    |
| 4     | 60 a 64 | 8     |
| 12    | 55 a 59 | 4     |
| 16    | 50 a 54 | 8     |
| 12    | 45 a 49 | 20    |
| 20    | 40 a 44 | 4     |
| 8     | 35 a 39 | 16    |
| 12    | 30 a 34 | 16    |
| 0     | 25 a 29 | 8     |
| 4     | 20 a 24 | 0     |
| 20    | 15 a 19 | 4     |
| 16    | 10 a 14 | 4     |
| 16    | 5 a 9   | 8     |
| 16    | 0 a 4   | 8     |

## Economia
El 2007 la població en edat de treballar era de 235 persones, 185 eren actives i 50 eren inactives. De les 185 persones actives 176 estaven ocupades (92 homes i 84 dones) i 9 estaven aturades (5 homes i 4 dones). De les 50 persones inactives 25 estaven jubilades, 15 estaven estudiant i 10 estaven classificades com a «altres inactius».

### Ingressos
El 2009 a Merry-la-Vallée hi havia 171 unitats fiscals que integraven 405,5 persones, la mediana anual d'ingressos fiscals per persona era de 16.435 €.

### Activitats econòmiques
Dels 14 establiments que hi havia el 2007, 2 eren d'empreses alimentàries, 1 d'una empresa de fabricació d'altres productes industrials, 3 d'empreses de construcció, 1 d'una empresa d'hostatgeria i restauració, 1 d'una empresa immobiliària, 3 d'empreses de serveis, 2 d'entitats de l'administració pública i 1 d'una empresa classificada com a «altres activitats de serveis».
Dels 2 establiments de servei als particulars que hi havia el 2009, 1 era un paleta i 1 agència immobiliària.
Els 2 establiments comercials que hi havia el 2009 eren fleques.
L'any 2000 a Merry-la-Vallée hi havia 11 explotacions agrícoles que ocupaven un total de 686 hectàrees.

## Equipaments sanitaris i escolars
El 2009 hi havia una escola elemental integrada dins d'un grup escolar amb les comunes properes formant una escola dispersa.

## Poblacions més properes
El següent diagrama mostra les poblacions més properes.